# Michał Remón Salvador
Michał Remón Salvador OFMConv., (hiszp.) Miguel Remón Salvador (ur. 17 września 1907 w Caudé na terenie diecezji Teruel, zm. 3 sierpnia 1936 Samalus na terenie Archidiecezji barcelońskiej) – hiszpański błogosławiony Kościoła katolickiego, męczennik, brat zakonny z Zakonu Braci Mniejszych Konwentualnych, ofiara prześladowań antykatolickich okresu hiszpańskiej wojny domowej.

## Życiorys
Na chrzcie otrzymał imię Eugeniusz. Za powołaniem w 1927 r. wstąpił do zakonu franciszkańskiego w Granollers i pracował tam m.in. jako kucharz i kapelan seminarium. W nowicjacie jego mistrzem był ojciec Alfons López López. Śluby czasowe złożył 11 listopada 1928 roku przyjmując imię zakonne Michał, śluby wieczyste 14 lipca 1933 r. jako brat świecki w Loreto. Przez dwa lata pełnił posługę w Sanktuarium Santa Casa w Loreto. W 1934 r. powrócił do klasztoru w Granollers i tam pracowicie, przyjaźnie i spokojnie spełniał nałożone obowiązki.
Gdy po wybuchu wojny domowej w Hiszpanii rozpoczęły się prześladowania katolików i 20 lipca 1936 r. bojownicy Iberyjskiej Federacji Anarchistycznej spalili klasztor w Granollers. Ukrywał się wraz z o. Alfonsem Lópezem Lópezem i wraz z nim został zatrzymany. Dowodem jego głębokiej wiary była odmowa apostazji za cenę życia. Michała Remóna Salvadora rozstrzelano pod wieczór 3 sierpnia w Samalus.
Proces informacyjny odbył się w Barcelonie w latach 1953–1961. Beatyfikowany w grupie Józefa Aparicio Sanza i 232 towarzyszy, pierwszych wyniesionych na ołtarze Kościoła katolickiego w trzecim tysiącleciu przez papieża Jana Pawła II w Watykanie 11 marca 2001 roku.
Wspomnienie liturgiczne obchodzone jest przez katolików w dies natalis (3 sierpnia), a także w grupie męczenników 22 września.